# 法維尼亞納島

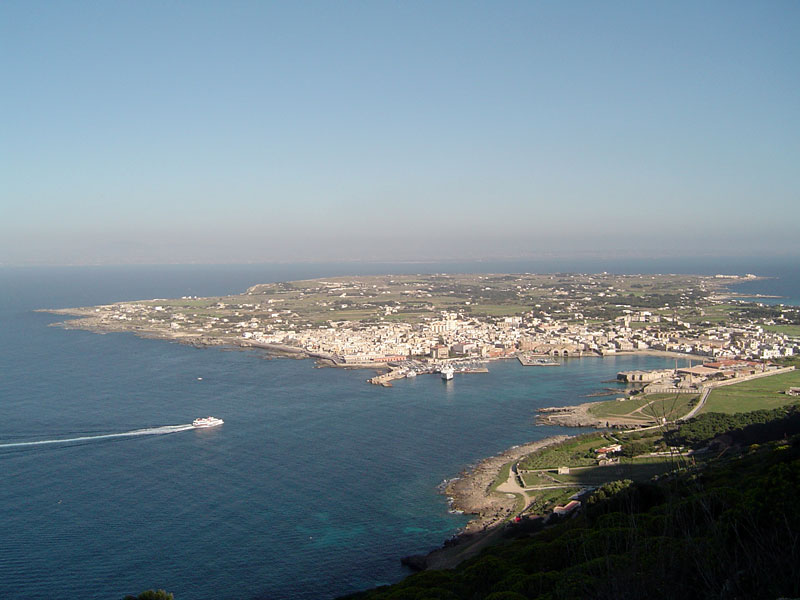

法維尼亞納島是意大利的島嶼，位於西西里島西面的地中海，屬於埃加迪群島的一部分，由特拉帕尼省負責管轄，面積19.8平方公里，最高海拔高度314米。

## 外部連結
- http://www.favignanaweb.it （页面存档备份，存于） Website with history, suggestions and guides about Favignana